# Гарнье, Арно
Арно «Sean» Гарнье (род. 18 июня 1984, Санс) — футбольный фристайлер, победитель Red Bull Street Style 2008.

## Детство
С 6 лет Арно мечтал стать профессиональным футболистом и играл за разные футбольные клубы. Уже в 1998 мечта становится явью — он начинает тренироваться в профессиональном футбольном клубе «Осер». Позже переходит в французский клуб «Dawn». Но в 2004 году «Сиан» получает травму. Молодой футболист вынужден был отказаться от карьеры игрока.

## Футбольный фристайл
В 2005 году «Сиан» начал продвигать дворовый футбол в Париже и его пригородах. От своих друзей он обнаружил ещё одну футбольную практику — футбольный фристайл. Это дисциплина, которая объединяет футбол, движения брейк-данса и даже танцы с мячом. «Сиану» так нравится эта футбольная дисциплина, что уже в 2006 году он начинает разрабатывать свой собственный стиль и придумывать трюки. Он начинает делать короткие видеоролики для удовольствия, затем начинает выкладывать их в интернет. Также «Сиан» выступает в четырёх местах Парижа, общаясь с публикой и оттачивая своё мастерство. Довольно быстро он становится известным, а его выступления пользуются большим успехом. «Сиан» продолжает развивать свой стиль, добавляя туда элементы других искусств. Выпускает свою одежду «Street Style».

## Известность
Благодаря высоким местам в различных соревнованиях и своим видео «Сиан» Арно Гарнье быстро становится известным не только во Франции, но и во всей Европе. Также он в качестве инструктора снимается в различных обучающих DVD, таких как: «Komball vol.2 и 3″, „Freestyle Football“ и Mac Two Street Football Best». «Сиан» снимается в рекламных кампаниях крупных брендов: Adidas, NRJ, Nike, Reebok, Foot Lokers и других.

## Победа в чемпионате мира
18 ноября 2008 года «Сиан» Арно Гарнье побеждает на чемпионате мира по футбольному фристайлу «Red Bull Street Style 2008» в Бразилии. В финале ему достаётся очень сильный соперник из Японии, который не оставил шансов своим предыдущим соперникам. Он очень техничен, однако «Сиан» просто поразил всех своим сочетанием футбольного фристайла и танца. После полуфинала звезда бразильского футбола Бебето признался: «Было трудно отдавать голос в пользу француза против Бразилии, но выступление Сиана было просто исключительным».

## Street Style Society
После победы в финале чемпионата мира «Сиан» Гарнье основал команду «Street Style Society» (S3), состоящую из около 15 человек, которые совмещают футбол, баскетбол, фристайл и танец. Французский фристайлер рассчитывает использовать свои умения в целях продвижения футбольного фристайла.

## Достижения
- Победитель Adidas +F50 в 2005 году — соревнования по граундмувингу
- 1 место в чемпионате мира Masters of the Game в 2006 году в Амстердаме
- 1 место в чемпионате Франции в 2007 году
- 1 место в Eurobac в Вене
- 1 место в Komball Contest на выставке Galaxy Foor 2008 в Париже
- Победитель конкурса «100 Contests» в 2008 году в Париже
- 2 место во французском чемпионате в 2008 году в Руайан
- 1 место в чемпионате мира «Red Bull Street Style» в 2008 году в Сан Паулу